# Comic-Seminar
Seit 1986 findet das Deutsch-Französische Comiczeichner-Seminar in Erlangen statt. Veranstalter sind die Zeichner-Agentur Contours und das Kulturamt der Stadt Erlangen. Geleitet wird das Seminar von Paul Derouet, dem Leiter der Agentur Contours.
Das Seminar findet jährlich statt. Bei dem alle zwei Jahre stattfindenden Comic-Salon in Erlangen werden jeweils die Arbeiten aus den beiden Jahren ausgestellt. Hierbei besteht allerdings im jeweiligen Comic-Salon-Jahr das Problem, dass viele der Arbeiten nicht fertig werden, wogegen die Arbeiten aus dem Vorjahr noch von den Teilnehmern zuhause abgeschlossen werden können.
Bei einem Seminar nehmen zusätzlich ein französischer und ein deutscher Dozent teil. So waren im Jahr 2006 die Comic-Zeichnerin Isabel Kreitz und der französische Zeichner Mazan mit dabei. Im Jahr 2005 waren Isabel Kreitz und Riff Reb’s die Dozenten.
Zum Comic-Salon im Jahre 2006 wurde der Jubiläumsband Déjà-Vu, 20 Jahre Deutsch-Französisches Comiczeichner-Seminar mit 15 Beiträgen der Teilnehmer des 2005er Seminars veröffentlicht, zu welchem die ehemaligen Dozenten Gerald Gorridge ein Comic und Riff Reb’s die Titelseite beisteuerten.
Am 9. Juni 2007 erhielt Paul Derouet auf dem Comicfestival München von der Jury des ICOM e.V. den ICOM Independent Comic Preis in Form eines „Sonderpreises der Jury für eine besondere Leistung oder Publikation“.

## Besonderheiten
Seit dem Seminar 1997 geben die Dozenten und Schüler täglich eine interne und kostenlose s/w-kopierte Comiczeitung namens Soupirs (Seufzer) heraus.

## Dozenten
Folgende Künstler waren als Dozenten tätig:
- 1986 – Matthias Schultheiss und Gérald Gorridge
- 1987 – Chris Scheuer und Gérald Gorridge
- 1988 – Chris Scheuer und Gérald Gorridge
- 1989 – Thierry Cailleteau und  Gérald Gorridge
- 1990 – Thierry Cailleteau und  Gérald Gorridge
- 1991 – Thierry Cailleteau und  Gérald Gorridge
- 1992 – Serge LeTendre und  Gérald Gorridge
- 1993 – Serge LeTendre und  Gérald Gorridge
- 1994 – Annie Goetzinger und  Gérald Gorridge
- 1995 – Annie Goetzinger und  Gérald Gorridge

- 1996 – Philippe Bertrand und  Gérald Gorridge
- 1997 – Philippe Bertrand und Gérald Gorridge
- 1998 – Jean-Claude Denis und Gérald Gorridge
- 1999 – Martin tom Dieck
- 2000 – Martin tom Dieck
- 2001 – Martin tom Dieck
- 2002 – Ulf K. und Michel Plessix
- 2003 – Ulf K. und Edith Grattery
- 2004 – Ulf K. und Riff Reb’s
- 2005 – Isabel Kreitz und Riff Reb’s
- 2006 – Isabel Kreitz und Mazan
- 2007 – Isabel Kreitz und Pascal Rabaté
- 2008 – Markus Huber und Max
- 2009 – Markus Huber und Max
- 2010 – Markus Huber und Uli Oesterle
- 2011 – Reinhard Kleist und Uli Oesterle
- 2012 – Reinhard Kleist und Uli Oesterle
- 2013 – Barbara Yelin und Reinhard Kleist
- 2014 – Barbara Yelin und Mawil
- 2015 – Barbara Yelin und Mawil
- 2016 – Mawil, Mathilde Ramadier und Flix
- 2017 – Flix und Birgit Weyhe
- 2018 – Flix und Birgit Weyhe
- 2019 – Birgit Weyhe und Ralf König
- 2021 – Thomas von Kummant, Ralf König und Isabel Kreitz
- 2022 – Thomas von Kummant, Tony Sandoval und Naomi Fearn
- 2023 – Thomas von Kummant, Teresa Valero und Naomi Fearn
- 2024 – Katharina Greve, Naomi Fearn und David von Bassewitz